# DKIM
DKIM(DomainKeys Identified Mail, 도메인키 식별 메일)은 이메일에서 위조된 발신자 주소(이메일 스푸핑)를 감지하도록 설계된 이메일 인증 방식으로, 피싱 및 스팸 메일에 자주 사용되는 기법이다.
DKIM을 통해 수신자는 특정 도메인에서 발송되었다고 주장하는 이메일이 실제로 해당 도메인 소유자의 승인을 받았는지 확인할 수 있다. DKIM은 각 발신 이메일 메시지에 도메인 이름과 연결된 디지털 서명을 첨부하여 이를 구현한다. 수신 시스템은 DNS에 게시된 발신자의 공개 키를 조회하여 이를 확인할 수 있다. 유효한 서명은 서명이 첨부된 이후 이메일의 일부(첨부 파일 포함 가능)가 수정되지 않았음을 보장한다. 일반적으로 DKIM 서명은 최종 사용자에게 표시되지 않으며, 메시지 작성자와 수신자가 아닌 인프라에 의해 첨부되거나 확인된다.
DKIM은 인터넷 표준이다. 이는 2011년 9월자 RFC 6376에 정의되어 있으며, RFC 8301과 RFC 8463에서 업데이트되었다.

## 같이 보기
- DMARC
- PGP (소프트웨어)
- S/MIME
- 전송자 정책 프레임워크(SPF)

## 관련 문헌
- RFC 4686 Analysis of Threats Motivating DomainKeys Identified Mail (DKIM)
- RFC 4871 DomainKeys Identified Mail (DKIM) Signatures Proposed Standard
- RFC 5617 DomainKeys Identified Mail (DKIM) Author Domain Signing Practices (ADSP)
- RFC 5585 DomainKeys Identified Mail (DKIM) Service Overview
- RFC 5672 RFC 4871 DomainKeys Identified Mail (DKIM) Signatures—Update
- RFC 5863 DKIM Development, Deployment, and Operations
- RFC 6376 DomainKeys Identified Mail (DKIM) Signatures Draft Standard
- RFC 6377 DomainKeys Identified Mail (DKIM) and Mailing Lists
- RFC 8301 Cryptographic Algorithm and Key Usage Update to DomainKeys Identified Mail (DKIM)
- RFC 8463 A New Cryptographic Signature Method for DomainKeys Identified Mail (DKIM)